# Ley de Santa María de Nieva
La ley de Santa María de Nieva es el nombre que se le dio a una ley promulgada por el rey Enrique IV de Castilla durante la reunión de las Cortes de Castilla del 28 de octubre de 1473 en la localidad segoviana de Santa María la Real de Nieva.
Es la primera ley que reconoce ciertos derechos para las mujeres casadas, poniendo límites a la libre disposición del marido de los bienes de su mujer en el caso de que se enajenaran dichos bienes para perjudicarla o defraudarla.

## Texto
El otrosí que los bienes que fueren ganados e mejorados e multiplicados durante el matrimonio entre el marido y la mujer que no fueren castrenses ni casicastrenses, que los pueda enajenar el marido durante el matrimonio entre el marido y la mujer si quisiere sin licencia y otro otorgamiento de su mujer y que tal contrato de enajenamiento val[g]a salvo si fuere probado que se hizo cautelosamente por defraudar y damnificar a su mujer.